# Przejście graniczne Kuźnica Białostocka-Grodno
Przejście graniczne Kuźnica Białostocka-Grodno – polsko-białoruskie kolejowe przejście graniczne położone w województwie podlaskim, w powiecie sokólskim, w gminie Kuźnica, w miejscowości Kuźnica.

## Opis
Przejście graniczne Kuźnica Białostocka-Grodno czynne jest przez całą dobę. Dopuszczony jest ruch osób oraz środków transportowych i przewóz towarów bez względu na ich obywatelstwo lub przynależność państwową oraz mały ruch graniczny. Kontrolę graniczną osób, towarów i środków transportu wykonuje Placówka Straży Granicznej w Kuźnicy. Przez przejście biegną dwa tory – jeden normalny (należący do linii Białystok – granica państwowa – Grodno, tzw. kolej warszawsko-petersburska), drugi – szeroki.
W okresie istnienia Związku Radzieckiego funkcjonowało w tym miejscu polsko-radzieckie kolejowe przejście graniczne Kuźnica. Dopuszczony był ruch osobowy i towarowy. Kontrolę graniczną osób, towarów i środków transportu wykonywała Graniczna Placówka Kontrolna Kuźnica.
W październiku 1945 roku na granicy polsko-radzieckiej, w ramach tworzących się Wojsk Ochrony Pogranicza utworzono Przejściowy Punkt Kontrolny Kuźnica Białostocka – kolejowy I kategorii.

## Galeria

Przejście graniczne Kuźnica Białostocka-Grodno
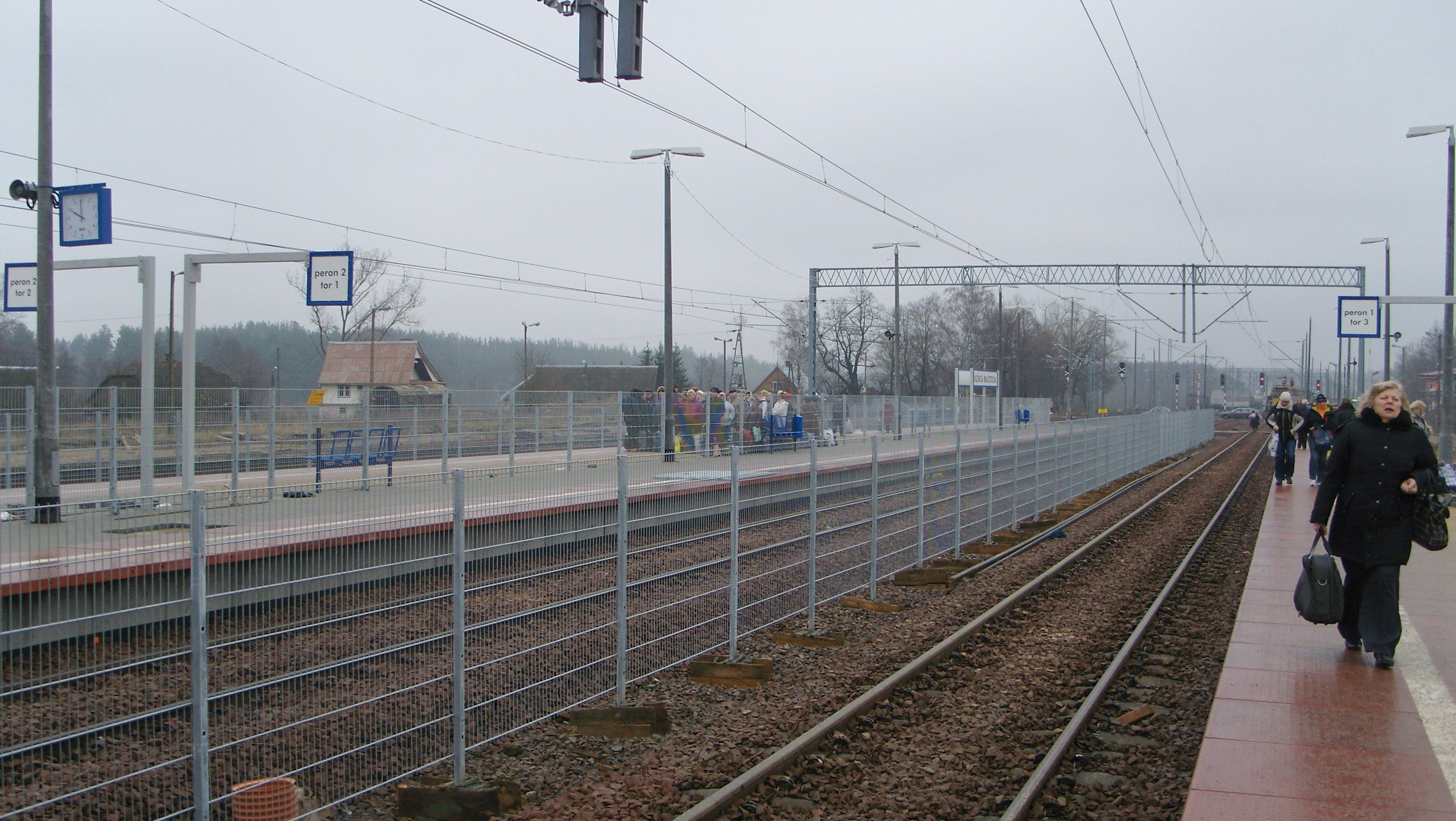
Stacja kolejowa Kuźnica Białostocka (listopad 2009)
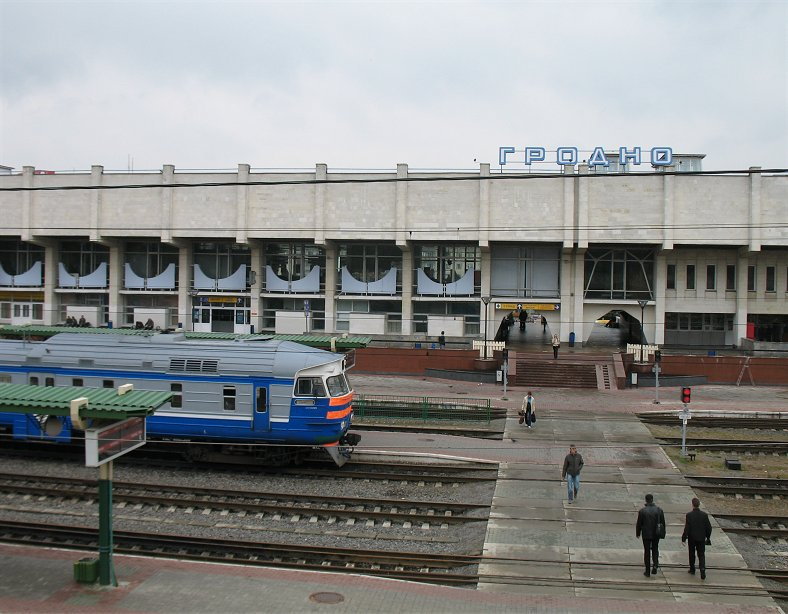
Dworzec kolejowy w Grodnie (2009)

Stemple kontroli granicznej
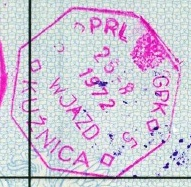
Polski stempel kontroli granicznej
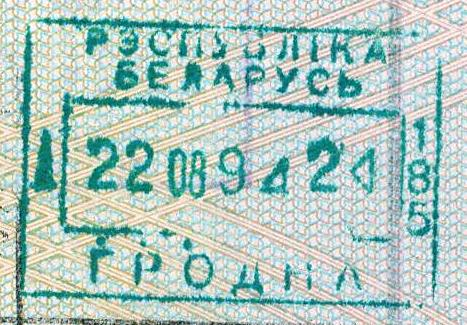
Białoruski stempel kontroli granicznej